# Rashard Griffith
Rashard Nathan Griffith (* 8. Oktober 1974 in Chicago) ist ein ehemaliger US-amerikanischer Basketballspieler.

## Laufbahn
Griffith begann seine Basketballlaufbahn an der Marcus Garvey Grammar School in Chicago und war zu diesem Zeitpunkt bereits zwei Meter groß. Er wechselte innerhalb der Stadt an die King High School. Dort bildete er unter dem Korb ein Gespann mit dem noch größer gewachsenen Thomas Hamilton. 1993 wurde Griffith die Auszeichnung „Mr. Basketball“ des Bundesstaates Illinois verliehen.
Der Innenspieler schrieb sich an der University of Wisconsin ein. Für die Hochschulmannschaft spielte er von 1993 bis 1995, zu seinen Mannschaftskollegen zählte Michael Finley. In dieser Zeit erreichte Griffith einen Mittelwert von 15,6 Punkten je Begegnung, was beim Verlassen der University of Wisconsin der elftbeste Wert in der Geschichte der Mannschaft war. Mit 124 geblockten Würfe stellte er eine neue Bestmarke auf. Ermuntert durch seine guten Leistungen in der NCAA wechselte Griffith 1995 ohne Hochschulabschluss ins Profigeschäft. Beim Draftverfahren der NBA in demselben Jahr sicherten sich die Milwaukee Bucks die Rechte an Griffith. Der Sprung in die NBA gelang ihm nicht. Zwar unterbreitete Milwaukee ihm ein Angebot, das Griffith aber ausschlug, da er mit dem vorgesehenen Gehalt nicht einverstanden war.
Er begann seine Profilaufbahn in der Türkei bei Tofaş Bursa. In seinem zweiten Jahr in Bursa bestritt der US-Amerikaner mit der Mannschaft die beiden Endspiele im Europapokalwettbewerb Korać Cup, unterlag dort aber Aris Thessaloniki. 1998 wurde er mit Maccabi Tel Aviv israelischer Meister, er trug in diesem Spieljahr in 22 Ligaeinsätzen Mittelwerte von 13,2 Punkten und 7,6 Rebounds zum Mannschaftserfolg bei. Nach seiner Rückkehr nach Bursa heimste er mit der Mannschaft 1998/99 zwei Titel ein: Die türkische Meisterschaft sowie den Pokalsieg. In der Liga war der US-Amerikaner in den vier Endspielen gegen Efes Pilsen Istanbul einer der entscheidenden Männer Bursas, Griffith erzielte in diesen Partien im Schnitt 20,5 Punkte. Im Spieljahr 1999/2000 wiederholte er mit Bursa den Gewinn des türkischen Meistertitels, der in den Endspielen abermals gegen Efes Pilsen Istanbul errungen wurde. In den beiden letzten Partien dieser Serie kam Griffith jeweils auf 23 Punkte.
In seinen beiden Jahren beim italienischen Spitzenverein Kinder Bologna wurde der US-Amerikaner 2001 italienischer Meister sowie Pokalsieger und holte den Sieg in der Euroleague. In der Serie A brachte es der Innenspieler 2000/01 in 40 Begegnungen auf Mittelwerte von 12,6 Punkten und 8,3 Rebounds. In der Euroleague traf er mit Bologna in der Endspielserie auf Tau Cerámica: Im ersten Spiel fehlte Griffith verletzt, in den vier folgenden war er im Einsatz, seine beste Angriffsleistung der Endspielserie brachte er im vierten Aufeinandertreffen mit 18 Punkten. Griffith kam im Laufe der Euroleague-Saison 2000/01 auf Mittelwerte von 13,9 Punkten und 8,7 Rebounds je Begegnung, das waren zugleich die besten Saisonwerte, die er in dem europäischen Vereinswettbewerb bis zu seinem Karriereende verbuchte. Im Spieljahr 2001/02 wurde Griffith mit Bologna italienischer Pokalsieger, in der Euroleague verlor er mit der Mannschaft das Endspiel.
2005 wurde er mit den Capitanes de Arecibo Meister Puerto Ricos. Nach einer Rückkehr nach Spanien und in die Türkei schloss Griffith seine Profilaufbahn in Rumänien bei CSU Asesoft Ploiesti ab. 2008 holte er mit der Mannschaft den Meistertitel sowie den Pokalsieg.
Griffith nahm später sein abgebrochenes Hochschulstudium wieder auf und erlangte 2020 seinen Abschluss.